# Micheline Presle
Micheline Presle (Paris, 22 de agosto de 1922 – Nogent-sur-Marne, 21 de fevereiro de 2024) foi uma atriz francesa.